# Sinking of Japan (film, 2006)
Pour plus de détails, voir Fiche technique et Distribution.
Sinking of Japan (日本沈没, Nihon chinbotsu, litt. La Submersion du Japon) est un film catastrophe japonais réalisé par Shinji Higuchi sorti le 15 juillet 2006 au Japon. Le film est adapté du roman La Submersion du Japon de Sakyō Komatsu paru en 1973. 
Ce film est un remake du film La Submersion du Japon réalisé par Shirō Moritani en 1973, avec Lorne Greene, Keiju Kobayashi, Hiroshi Fujioka (en) et Ayumi Ishida.

## Synopsis
Le Japon est sous les décombres à la suite des tremblements de terre, du tsunami et des éruptions volcaniques faisant beaucoup de morts et d'autres bloqués. À Numazu, un scientifique aperçoit une fillette seule au milieu de cet enfer avant qu'arrive un hélicoptère de recherche et sauvetage dans lequel se trouve une femme pompier… Puis un bruit sourd les interpelle et ils assistent impuissants à l'éruption du mont Fuji.

## Fiche technique
- Titre original : 日本沈没 (Nihon chinbotsu?)
- Titre international : Japan Sinks
- Titre français : Sinking of Japan
- Réalisation : Shinji Higuchi
- Scénario : Masato Kato, d'après le roman La Submersion du Japon de Sakyō Komatsu (1973)
- Décors : Yasuaki Harada
- Photographie : Taro Kawazu
- Montage : Hiroshi Okuda
- Musique : Tarô Iwashiro
- Productions : Toshiaki Nakazawa et Kazuya Hamana (exécutif)
- Société de production : TBS Incorporated
- Sociétés de distribution : Tōhō (Japon), Zylo (France)
- Pays d'origine :  Japon
- Langue originale : japonais
- Format : couleurs — 2,35:1 — son Dolby Digital
- Genre : film catastrophe
- Durée : 135 minutes[1]
- Dates de sortie :
  - Japon : 15 juillet 2006[1]
  - France : 27 septembre 2011 (DVD/Blu-Ray)[2]

## Distribution
- Tsuyoshi Kusanagi (en) : Toshio Onodera, le scientifique spécialiste en pilotage de bathyscaphe
- Kō Shibasaki : Reiko Abe, la femme pompier
- Etsushi Toyokawa : Yusuke Tadokoro, le sismologue
- Mayuko Fukuda (en) : Misaki Kuraki, la fillette perdue à Numazu
- Mao Daichi : Saori Takamori, la ministre
- Mitsuhiro Oikawa (en) : Shinji Yuki, le pilote de bathyscaphe
- Jun Kunimura :  Kyosuke Nozaki, le vice-Premier ministre
- Kōji Ishizaka : Yamamoto, le Premier ministre

## Sorties
Sinking of Japan est sorti le 15 juillet 2006 au Japon.
En France, il a été présenté au marché du Festival de Cannes en mai 2006 sans le moindre succès. À la suite du plus grand séisme de 2011 de la côte Pacifique du Tōhoku depuis celui de 1923 à Kantō, la société de distribution Zylo a proposé le film en DVD et Blu-Ray qui sortira six mois après la catastrophe, le 27 septembre 2011.

## Nomination
- Asian Film Award pour les meilleurs effets visuels lors du Festival international du film de Hong Kong de 2007